# Zwarte Molen (Elingen)
De Zwarte Molen is een romp van een stenen bergmolen gelegen in Elingen in de Belgische gemeente Pepingen. De constructie gaat terug tot 1802 en staat op een kunstmatige heuvel.

## Historiek

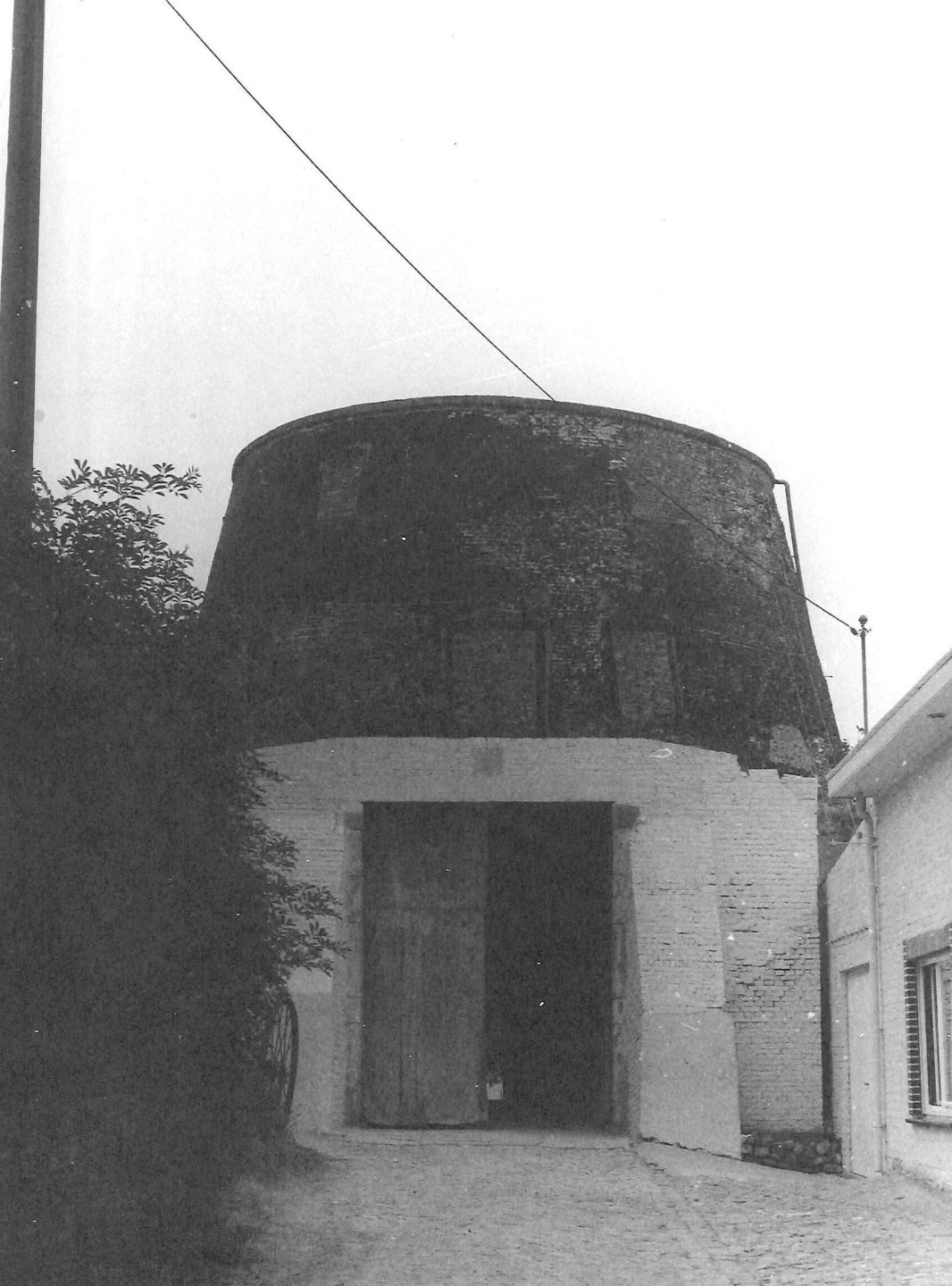
De molen op 01-08-1973.

De molen werd in 1779 opgetrokken uit hout, waarna hij in 1802 werd vervangen door de huidige stenen bergmolen. De molen heeft een brede kuip en een zetelkap die ajuinvormig is. De molenromp is opgetrokken in baksteen en anno 2021 is de belt deels afgegraven en deels met gras begroeid. De koffboogpoort bestaat uit natuursteen en bevat het jaartal 1776. Dit is vermoedelijk een referentie naar de eerste aanvragen om op de site een molen te bouwen. De molen maalde voornamelijk graan.
De molen werd in 1779 opgericht door de heer van Vreckem: Ferdinand Van der Noot. Hij kreeg op 30 juni van dat jaar de toestemming van de Oostenrijkse keizerin Maria-Theresia op de molen te bouwen. Hij verkreeg een erfpacht van 98 jaar van het armenbestuur van Elingen, die eigenaar was van de grond. In 1802 verving hij de houten standaardmolen door een stenen bergmolen. De oorspronkelijke molen uit hout werd verkocht.
In 1854 werd de molen te koop gezet. Hierdoor is geweten dat de windmolenas toen 8 voeten dik en 36 voeten lang was.
In 1931 werd het wiekenkruis verwijderd. In 1934 was de molen nog operationeel als vuurmolen. Doordat de molen geen wieken meer had, gebeurde de aandrijving door stoom.

## Trivia
- De naam van de molen is een verwijzing naar de romp die ingestreken werd met zwarte teer.
- Op 21 mei 1840 werd de molen verkocht aan Orens Jan Baptist een telg van de molenaarsfamilie Orinx. [6]
- De oorspronkelijke houten molen van de site bestaat vandaag nog in Appelterre-Eichem: de Wildermolen.[1]
- Het molenkruis dat in 1931 werd verkocht, werd opnieuw gebruikt in de Pauselijke Zouaaf, een molen te Pamel (Roosdaal).

## Ontsluiting van de molen
De locatie is een halte op de Molenfietsroute Pepingen. Deze wandel-/fietsroute is een onderdeel van de Molenbox, ontwikkeld door de Erfgoedcel Pajottenland Zennevallei in 2009. In 2023 werd de molen door de gemeente Pepingen ontsloten via een QR-code.
- Inventaris van het Bouwkundig Erfgoed (Vlaanderen): 40391